# 文努科維亞獸下目
文努科維亞獸下目（Venyukovioidea）是異齒亞目的一個下目，生存於二疊紀的俄羅斯，目前包含：文努科維亞獸、奧蒂塞爾獸、烏勒米卡獸、蘇美尼獸。
文努科維亞獸下目、奔龍獸下目都被認為異齒亞目的兩個基礎演化支。奔龍獸下目生存於盤古大陸南部，而文努科維亞獸下目生存於盤古大陸北部。近年研究發現奔龍獸下目是個並系群；而文努科維亞獸類演化自非洲的原始異齒亞目物種，並輻射演化到俄羅斯。

## 外部連結
- Venyukovioidea - Paleobiology Database